# District Sibiu
Sibiu (Duits: Kreis Hermannstadt, Hongaars: Szeben megye) is een Roemeens district (județ) in de historische regio
Transsylvanië, met als hoofdstad
Sibiu (170.038 inwoners).
De gangbare afkorting voor het district is SB.

## Geschiedenis
Het gebied van het huidige district was voor 1876 onderdeel van het autonome Saksische gebied Königsboden. In 1876 werd de autonomie opgeheven en werd het comitaat Szeben ingesteld. In 1918 ging het comitaat samen met de rest van Transsylvanië over in Roemeense handen. De huidige grenzen van het district Sibiu komen niet helemaal overeen met het historische comitaat Szeben. Er zijn delen van andere comitaten aan het gebied toegevoegd en de omgeving van Sebes is juist afgescheiden bij de laatste bestuurlijke indeling van Roemenië.
In de historie was het noorden van het district vooral bewoond door Saksen, het zuidelijk deel (Mărginimea Sibiului) was van oudsher een regio van Roemeense schaapherders.

## Demografie
In het jaar 2002 had Sibiu 421.724 inwoners en een bevolkingsdichtheid van 78 inwoners per km².
- 277.574 (65,8%) van de bevolking woont in de stad
- 144.150 (34,2%) van de bevolking woont in een dorp

### Bevolkingsgroepen
De meerderheid zijn de Roemenen. Er zijn kleine minderheden van Hongaren, van Zevenburger Saksen en Roma. Lang waren de Duitsers (Saksen) in de meerderheid, maar vanaf de jaren ´70 zijn de meeste Duitsers vertrokken naar West-Duitsland.
Hier zijn de percentages (2011):
- Roemenen - 340.836; 91,2%
- Roma - 17.901; 4,8%
- Hongaren - 10.893; 2,8%
- Duitsers - 4.117; 1,1%
- Overig - 640; 0,1%

### Religie
- 88,9% Orthodox
- 2,3% Grieks-katholiek
- 2,0% Gereformeerd
- 1,5% Katholiek
- 5,3% Overig

## Geografie
Het district heeft een oppervlakte van 5432 km².

## Aangrenzende districten
- Brașov
- Argeș in het zuidoosten
- Vâlcea in het zuiden
- Alba in het noordwesten
- Mureș in het noorden

## Steden
- Sibiu
- Mediaș
- Cisnădie
- Tălmaciu
- Agnita
- Avrig
- Ocna Sibiului
- Copșa Mică
- Dumbrăveni

### Hongaarse gemeenschap
De zeer kleine Hongaarse gemeenschap van het district Sibiu woont grotendeels in de steden. De grootste groep Hongaren woont in Medias waar ze met 4.518 personen in 2011 ongeveer 10 procent van de bevolking vormen.
Verder wonen er ook veel Hongaren in Sibiu en Dumbraveni. In totaal woonden er in 2011 in het district 10.893 etnische Hongaren.